# Веселата Веси
„Веселата Веси“ (на английски: Sunny Day) е анимационен сериал, продуциран от „Силвъргейт Медия“. Сериалът е свободно базиран на поредицата книги Fairytale Hairdresser, написани от Аби Лонгстаф за „Рендъм Хаус“ и са илюстрирани от Лорън Бърд. Всеки епизод включва оригинална песен, написана от Питър Лури.
За първия сезон 40 епизода са продуцирани от „Силвъргейт Медия“ и канадската компания „Пайплайн Студиос“. На 5 април 2016 г. сериалът е подновен за втори сезон, съдържащ 20 епизода. Сериалът се излъчва по „Никелодеон“ в Съединените щати на 21 август 2017 г. Новите епизоди са преместени в отделния канал „Ник Джуниър“ през октомври 2018 г. Сериалът също е излъчван в Канада по „Трийхаус ТВ“ и по „Ник Джуниър“ и „Милкшейк“ във Великобритания.

## Актьорски състав

### Американска версия
- Лилия Крофърд – Веси
- Роб Морисън – Дудъл
- Елън Луз Ривера – Рокс
- Тейлър Лаудърман – Блеър
- Кевин Дуда – Тими
- Мелиса ван дер Шиф – Синди/Кей Си
- Деним Стийл – Джуниър
- Кайл Дийн Меси – Джони-Рей
- Сара Стайлс – Лейси
- Джош Рубен – Скрач

### Британска версия
- Лили Портман – Веси
- Крис Гарнър – Дудъл
- Абигейл Уисдъм – Рокс
- Елинор Сноудън – Блеър
- Алън Медкрофт – Тими
- Имоген Шарп – Синди
- Алън Медкрофт – Скрач

## Излъчване
Сериалът дебютира по „Трийхаус ТВ“ в Канада през септември 2017 г. и дебютира по „Ник Джуниър“ на 5 март 2018 г., както и в Австралия на 19 февруари 2018 г.

## В България
В България сериалът започва излъчване по локалната версия на „Ник Джуниър“. Също така се излъчва по стрийминг платформата SkyShowtime. Дублажът е нахсинхронен в студио „Про Филмс“.